# Haplomitriopsida
Haplomitriopsida, razred jetrenjarki (Marchantiophyta). Sastoji se od dva reda i 32 priznatih vrsta. Predstavnika ima po svim kontinentima, osim Afrike. Ime je došlo po rodu Haplomitrium po kojem je imenovana i poorodica Haplomitriaceae. 
Fosilni rod Gessella datira iz ranog perma

## Opis
U razredu Haplomitriopsida biljke su akrokarpne, a gametofit lisnat. Općenito, stabljike su sposobne lučiti obilne količine sluzi, koja se ispušta iz epidermalnih stanica.
Gametangiji su tipično smješteni u pazušcima listova ili režnjića. Međutim, vrijedno je napomenuti da se arhegonije i anteridije obično ne razlikuju od okolnog tkiva gametofita.
Sporofiti, koji su relativno veliki, općenito se otvaraju duž četiri linije dehiscencije.

## Redovi
1. Ordo Calobryales
2. Ordo Treubiales